# سیمون روسینی
سیمون روسینی (انگلیسی: Simone Russini؛ زادهٔ ۲۰ مارس ۱۹۹۶) بازیکن فوتبال اهل ایتالیا است.
از باشگاه‌هایی که در آن بازی کرده‌است می‌توان به باشگاه فوتبال آ. ث. لومتزانه و باشگاه فوتبال ترنانا اشاره کرد.